# Racławicei körkép
A Racławicei körkép vagy Racławicei panoráma (lengyelül: Panorama Racławicka) egy monumentális, 15 x 114 m méretű körpanoráma-festmény, mely az 1794-es Kościusko-felkelés idején zajló racławicei csatát jeleníti meg. A kép napjainkban a lengyelországi Wrocławban látható. A festmény egyike a 19. századi tömegkultúra még fennmaradt becses emlékeinek, egyben a legrégibb ilyen mű Lengyelországban. A panorámakép körbeveszi a középpontban álló nézőt, és a csata egyes jeleneteit más és más nézőpontból mutatja. A különleges perspektíva együtt más festészeti effektusokkal (pl. világítás, mesterséges terep) a valóság érzetét kelti a nézőben.

## Története

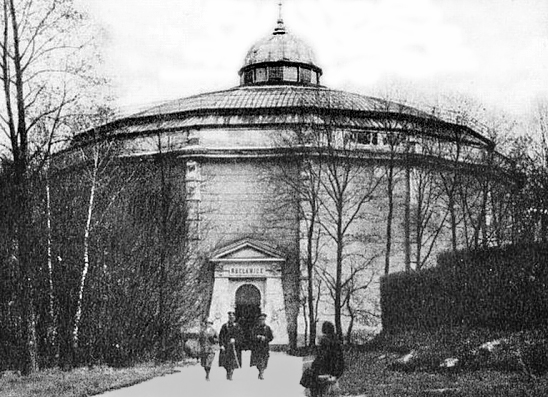
A régi rotunda Lwówban

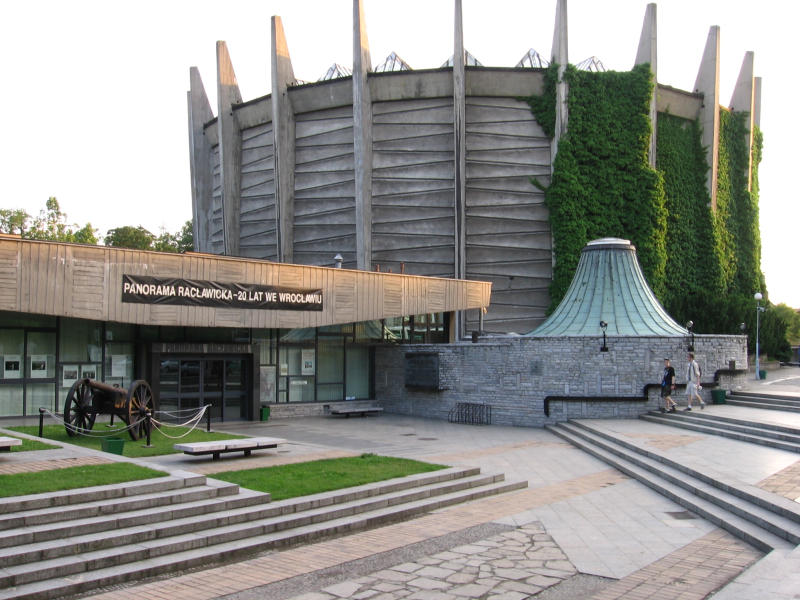
Az új rotunda Wrocławban

A körkép elkészítésének ötlete Jan Styka lwówi (lembergi) festőtől származott, aki Wojciech Kossak híres csatafestőt is felkérte, hogy vegyen részt a munkában. Később más festők is csatlakoztak: Ludwik Boller, Tadeusz Popiel, Zygmunt Rozwadowski, Teodor Axentowicz, Włodzimierz Tetmajer, Wincenty Wodzinowski és Michał Sozański.
A munka célja a győztes racławicei csata 100. évfordulójáról való hazafias megemlékezés volt. A csata a Kościuszko-felkelés híres történeti epizódja volt, egy hősies, de sikertelen kísérlet Lengyelország függetlenségének megvédésére. Az összecsapásra 1794. április 4-én került sor a Kościuszko vezette, reguláris felkelőkből és önkéntes parasztkatonákból (kosynier: kaszás felkelő) álló lengyel sereg, valamint az Alekszandr Tormaszov tábornok vezette orosz hadsereg között. A Lengyelország három felosztása során függetlenségét vesztett lengyel nemzetnek különösen fontos volt a győzelem dicsőséges emléke.
A lwówi 1894-es Általános Országos Kiállítás (Powszechna Wystawa Krajowa we Lwowie) kiváló alkalmat adott Styka ötletének a megvalósítására. A vásznat brüsszeli takácsoktól rendelték, a speciális rotunda fémszerkezetét (melyet Ludwik Ramułt tervezett) Bécsből. Az 1800 négyzetméter vászonra 750 kg festéket vittek fel. A rotunda a Stryjski parkban áll, 1893 júliusára készült el. A festményt 9 hónap alatt készítették el, a munka 1893 augusztusa és 1894 májusa között zajlott. A hivatalos megnyitóra 1894. június 5-én került sor. Már a kezdetektől óriási volt az érdeklődés iránta, óriási tömegeket vonzott. Évente átlagosan 75 000 néző tekintette meg.
A második világháború után a festmény Wrocławba került. A szocializmus idején a témáját érzékenynek tartották, ezért a restaurálására és kiállítására tett önkéntes erőfeszítések csak 1980 augusztusa után válhattak sikeressé. 1985. június 14-én állították újra ki, s mint a régi Lwów fontos emléke, hamar Wrocław egyik fő turisztikai látványosságává vált. A restaurálásán dolgozó lengyel szakemberek később a Feszty-körkép és az Erdélyi körkép helyreállításán is dolgoztak.

## Nevezetes látogatók
A festményt az elmúlt több, mint száz évben számos híres ember látta, így II. János Pál pápa, Beatrix holland királynő, Czesław Miłosz Nobel-díjas lengyel író, Károly István főherceg (1894. június 7-én) és I. Ferenc József császár. Az uralkodó 1894. szeptember 8-án tekintette meg, majd kijelentette: „Impozáns. Ez hatott rám.”

## A körkép és Magyarország

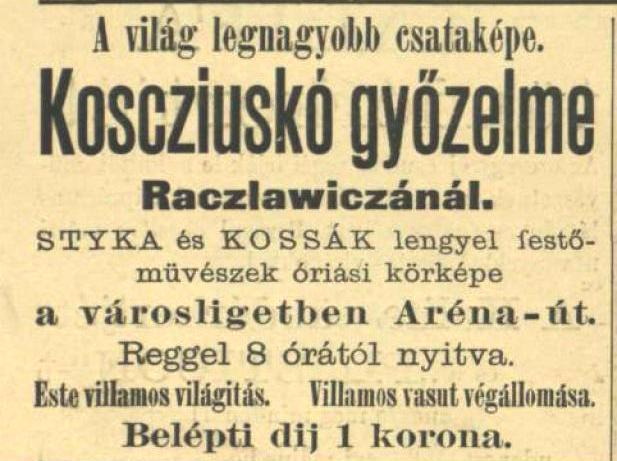
A körkép budapesti reklámja 1896-ban

1896-ban, a millenniumi ünnepségek évében a körképet Magyarországra hozták és kiállították a Városligetben. A kép rendkívüli sikert aratott. Mintegy 800 000 néző tekintette meg, Jan Styka pedig megbízást kapott, hogy készítsen hasonló alkotást az 1848–49-es forradalom és szabadságharc 50. évfordulójára. A pontos témaválasztást rábízták. A tavaszi hadjárat 1849. március 11-i nagyszebeni csatáját választotta, ahol Bem József vezetésével fényes győzelmet aratott a honvédsereg az egyesült osztrák és orosz erők felett. A 15 x 120 méteres Erdélyi körkép 1897. szeptemberére készült el.

## Fordítás
- Ez a szócikk részben vagy egészben a  Racławice Panorama  című angol Wikipédia-szócikk ezen változatának fordításán alapul.  Az eredeti cikk szerkesztőit annak laptörténete sorolja fel. Ez a jelzés csupán a megfogalmazás eredetét és a szerzői jogokat jelzi, nem szolgál a cikkben szereplő információk forrásmegjelöléseként.